# Mercedes Pardo
Mercedes Pardo, née le 29 juillet 1921 à Caracas (Venezuela) et morte le 24 mars 2005 à San Antonio de los Altos (Venezuela), est une artiste vénézuélienne qui a développé une œuvre abstraite à travers différents media : essentiellement peinture, mais aussi gravure, collages, vitraux, émaux.

## Biographie
Diplômée de l’École d'arts plastiques et appliqués de Caracas en 1944, Mercedes Pardo épouse l'année suivante le Chilien Marco Bontá. En 1947, elle réalise sa première exposition personnelle à la Sala del Pacífico, à Santiago du Chili, puis rentre au Venezuela. Grâce à une bourse d'études attribuée par le Ministère vénézuélien de l’Éducation, elle se rend à Paris en 1949 et s'inscrit à l’École du Louvre, puis de 1950 à 1951 elle suit les cours de peinture d'André Lhote et les cours d'histoire de l'art de Jean Cassou. Elle réalise ses premiers collages et ses premières peintures abstraites. 
En 1952, elle rentre au Venezuela et participe à l'Exposition internationale d'art abstrait présentée à la Cuatro Muros Galería de Caracas, alors que l'Université centrale du Venezuela soutient le mouvement de renouveau qui se fait jour dans la production et l'enseignement artistiques grâce à l'influence d'une génération d'artistes s'étant partiellement formés en France. En 1951 elle épouse à Londres le peintre vénézuélien Alejandro Otero.
En 1956, Pardo commence à produire des œuvres pre-informalistes bien que l'ensemble de son œuvre se caractérise davantage par une exploration des effets de la couleur. La même année, elle commence à créer des décors de théâtre pour le projet « Interval » mené par Elizabeth Schön (es) au Théâtre national  du Venezuela (es).
En 1960, elle s'installe à Paris, où elle peint des aquarelles abstraites caractérisées par un usage dynamique du pinceau qui suggère une dimension cosmique sur des formats pourtant modestes. 
En 1962, elle devient l'un des membres fondateurs de l’École coopérative de San Antonio de los Altos dans l’État de Miranda, au sud de Caracas. Elle y monte un atelier d'arts plastiques où les élèves peuvent explorer différentes pratiques et y enseigne. 
Elle reçoit le Prix national d'arts plastiques du Venezuela en 1978.
Elle commence également à travailler en collaboration avec des architectes et produira un certain nombre d’œuvres intégrées à des bâtiments, comme l'important vitrail de la station de métro La Hoyada à Caracas en 1983, le mural en mosaïque de l'hôpital pédiatrique J.M de los Ríos à Caracas, et le plafond du centre commercial La Viña à Valencia, dans l'État de Carabobo.
En 1991, elle présente une exposition anthologique à la Galerie artistique nationale de Caracas, Moradas del color [Les demeures de la couleur].
Elle continue à produire une œuvre conséquente jusqu'à sa mort, survenue en 2005. Une  rétrospective de ses œuvres représentées dans des collections vénézuéliennes ouvre le 29 juillet 2021 à Caracas, à la Galería de Arte Ascaso, pour célébrer le centenaire de sa naissance.

## Distinctions
- 1942 Mention honorifique en peinture, 3e salon officiel annuel d’art vénézuélien, Musée des Beaux-Arts, Caracas, Venezuela.
- 1944 Prix José Loreto Arismendi, 5e salon officiel annuel d’art vénézuélien pour les œuvres Maternidada et Flores.
- 1960 Prix Puebla de Bolívar, 21e Salon officiel annuel d’art vénézuélien.
- 1961 Prix de la Fondation Fina Gómez, 22e Salon officiel annuel d’art vénézuélien, Musée des Beaux-Arts, Caracas, Venezuela.
- 1964 Prix national des Arts Appliqués, en conjonction avec Alejandro Otero, son époux, et Prix de la Fondation Fina Gómez, 25e Salon officiel annuel d’art vénézuélien, Caracas, Venezuela.
- 1966 Prix d’émail, en conjonction avec Alejandro Otero, Salon International d’Artisanat Artistique (Internazionales Kunsthandwerk), Stuttgart, Allemagne.
- 1978 Prix national d’arts plastique du Venezuela.
- 1980 Prix “Special Edition Purchase Award, World Print III”, San Francisco, Californie, États-Unis.
- 1991 Prix Armando Reverón, attribué par l’Association Vénézuélienne d’Artistes Plastiques (AVAP).

## Expositions personnelles
- 1947 Sala del Pacífico, Santiago du Chili, Chili.
- 1962 Musée des Beaux-Arts de Caracas, Venezuela.
- 1964 Signos [Signes], Sala Mendoza, Caracas, Venezuela.
- 1969  1 x 9, Color de la serigrafía [1x9 Couleur de la sérigraphie (novembre)], Musée des Beaux-Arts de Caracas, Venezuela.
- 1970 Obras recienttes de Mercedes Pardo [Œuvres récentes de Mercedes Pardo], Sala Mendoza, Caracas, Venezuela.
- 1971 Centre des Beaux-Arts, Maracaibo, Venezuela.
- 1974 Galería Aele, Madrid, Espagne.
- 1977 Galería Adler/Castillo, Caracas, Venezuela / Centro de Arte El Parque, Valencia, Venezuela, Galería Pecanins, Mexico, Mexique.
- 1978 Del taller de Mercedes Pardo hoy [Aujourd’hui, en provenance de l’atelier de Mercedes Pardo], Galería de Arte Nacional, Caracas, Venezuela/ Museo de Arte Moderno, Mexico, Mexique[8].
- 1979 Color, piel, presencia meditada: exposición antológica de Mercedes Pardo [Couleur, peau, présence méditée : exposition anthologique de Mercedes Pardo], Galería de Arte Nacional / Galería Adler/Castillo, Caracas, Venezuela.
- 1980 Mercedes Pardo en Margarita: pinturas/serigrafías [Mercedes Pardo à Margarita : peintures/sérigraphies], Museo Francisco Narváez, Margarita, Venezuela.
- 1983 Inesauribile Venezia [Venise inépuisable], collages, Galería Sagitario, Caracas, Venezuela.
- 1991 Moradas del color, Galería de Arte Nacional, Caracas, Venezuela.
- 1993 Obra gráfica de Mercedes Pardo, Consulat du Vénézuela, New York, États-Unis.
- 1994 Obra gráfica de Mercedes Pardo, Los Espacios Cálidos, Ateneo de Caracas, Venezuela.
- 1995 Obra gráfica de Mercedes Pardo, MRE
- 1996 Mercedes en el Museo Sacro, Museo Sacro, Caracas, Venezuela.
- 2000 Mercedes Pardo, “Color y forma” 1951-2000, Alejandro Otero Museum, Caracas, Venezuela.
- 2004 Mercedes Pardo, Altamira Gallery, Caracas, Venezuela.
- 2005 Homenaje a Mercedes Pardo en el día del Artista Plástico [Hommage à Mercedes Pardo le jour de l’artiste plasticien]. Musée Alejandro Otero, Caracas, Venezuela.
- 2006 Mercedes Pardo. Obra gráfica [Mercedes Pardo. Œuvre graphique]. Galería de Arte Nacional (Galerie d’Art National), Caracas.
- 2011 Mercedes Pardo, más allá del color [Mercedes Pardo : Au delà de la couleur]. PDVSA La Estancia, Caracas, Venezuela.
- 2018 Mercedes Pardo , más allá del color, Galerie Sicardi Ayers Bacino, Houston, États-Unis.
- 2021 Mercedes Pardo : Contemplaciones y memorias, [Mercedes Pardo : Contemplations et Souvenirs] Galeria de Arte Ascaso, Caracas, Venezuela.

## Expositions collectives, sélection.
Une liste exhaustive peut en être trouvée sur le site de la Fondation Otero-Pardo.
- 1949 Espace lumière (19 décembre 1951- 12 janvier 1952). Galerie Suzanne Michel, Paris.
- 1949 New York International Fair. Riverside Museum, New York.
- 1956 Gulf Caribbean Art Exhibition, Museum of Fine Arts, Houston, Texas ; Dallas Museum of Fine Arts, Dallas ; The Institute of Contemporary Art, Boston, Massachusetts; The Munson-Williams-Proctor Institute, Utica, New York; The Carnegie Institute, Pittsburg, y The Colorado Springs Fine Art Center, Colorado Springs, Colorado, États-Unis.
- 1958 Peintures, Sculptures, Céramiques du Venezuela. Foire Internationale de Bruxelles, Pavillon du Venezuela, Bruxelles, Belgique.
- 1959 V Bienal de São Paulo. Museu de Arte Moderna, São Paulo, Brésil.
- 1961 L’Art Latino-Américain à Paris. Musée d’Art Moderne de la Ville de Paris, France.
- 1961 17 Venezuelan Painters. Organisée par l'Instituto Cultural Venezolano-Israelí avec la collaboration du Musée des Beaux-Arts de Caracas, 515 Park Ave. New York, États-Unis.
- 1963 Venezuela : del Paisaje a la Expresión Plástica, 10 Artistas Contemporáneos. Organisée et présentée par la Fundación Fina Gómez (octobre). Museo de Arte Contemporáneo, Madrid.
- 1963 Transition (décembre 1963- janvier 1964). Galerie d’Arte Ravenstein, Bruxelles, Belgique.
- 1963 Illustrationen, Staatliche Kunsthalle. Baden-Baden, Allemagne.
- 1963 Venezolanische Maler von heute [Peintres vénézueliens d'aujourd'hui]. Organisée par la Fondation Neumann et la Deutschen Kunstrat Veranstaltet [le Conseil allemand des arts], Allemagne.
- 1966 Venezuelan Painting Today. Pan American Union, Washington D.C., États-Unis.
- 1966 Internationales Kunsthandwerk, Stuttgart, Allemagne.
- 1980 Venezuelan Art Today. Boston 350 Years. Boston, Washington, New York. États-Unis.
- 1989 50 años de pintura en Venezuela a través de los premios nacionales [50 ans de peinture au Venezuela à travers les prix nationaux]. Museo de Arte La Rinconada, Caracas.
- 1992 De Venezuela. Treinta años de Arte Contemporáneo (1960-1990). [Du Venezuela: Trente ans d'art contemporain (1960-1990)] Exposition organisée par la Fondation  Galería de Arte Nacional avec le patronage du Ministère vénézuélien des Affaires Etrangères, Exposition Universelle de Séville 92, Pavillon des Arts, Séville, Espagne.
- 1995 La década prodigiosa. El arte venezolano en los años sesenta  [La prodigieuse décennie. L'art vénézuelien dans les années 60]. Museo de Bellas Artes, Caracas, Venezuela.
- 1997 I Bienal de Artes Visuales del Mercosur, organisée par la Fundación Bienal de Artes Visuales de Mercosur, Porto Alegre, Brésil.
- 2018 Creadoras latinoamericanas [Créatrices latino-américaines]. Museo de Bellas Artes, Caracas, Venezuela.
- 2018 Contesting Modernity. Informalism in Venezuela 1955-1975[9] [La Modernité contestée. Informalisme au Venezuela, 1955-1975]. The Museum of Fine Arts, Houston, États-Unis.
- 2019 Permanencia del arte geométrico venezolano.  Cinco décadas [Permanence de l'art géométrique venezuelien.  Cinq décennies]. Galería Universitaria Braulio Salazar, Valencia, Vénézuela[10].
- 2019 Women Geometers [Femmes géomètres], Atchugarry Art Center/Piero Atchugarry Gallery, Miami, Florida, États-Unis[11].